# Hui'an
Hui'an, tidigare stavat Hweian, är ett härad som ingår i staden Quanzhou på prefekturnivå i provinsen Fujian i sydöstra Kina. Hui'an är beläget vid Taiwansundet.
Häradet är känd för den muromgärdade köpingen Chongwu, där inte bara den gamla stadsmuren utan mycket traditionell fujianesisk arkitektur bevarats.
Den kommunistiske ideologen Chen Boda kommer från Hui'an.

## Administrativ indelning
Hui'anär indelat i 15 köpingar, en etnisk minoritetssocken och en administrativ enhet på sockennivå.
Köpingar (zhen):

- Chongwu (崇武镇)
- Dongling (东岭镇)
- Dongqiao (东桥镇)
- Dongyuan (东园镇)
- Huangtang (黄塘镇)
- Jingfeng (净峰镇)
- Luocheng (螺城镇)
- Luoyang (螺阳镇) (centrala Hui'an)
- Luoyang (洛阳镇) (sydvästra Hui'an)
- Shanxia (山霞镇)
- Tuzhai (涂寨镇)
- Wangchuan (辋川镇)
- Xiaozuo (小岞镇)
- Zhangban (张坂镇)
- Zishan (紫山镇)

Etnisk minoritetssocken (zu xiang) för huifolket:
- Baiqi (百崎回族乡)

Område på sockennivå:
- Chengnan Gongyequ industrizon (城南工业区)